# Баунтовський евенкійський район
Баунтовський евенкійський район (рос. Баунтовский эвенкийский район, бур. Бабанта (Баунтын) аймаг) — муніципальний район у складі Республіки Бурятія Російської Федерації.
Адміністративний центр — село Багдарин.
Наприкінці 1970-х — на початку 1980-х у районі на засланні перебував Євген Сверстюк.

## Національний склад
- росіяни — 76,8 %
- буряти — 14,7 %
- евенки — 5,4 %
- Інші національності — 3,1 %

## Адміністративний устрій
До складу району входять 9 сільських поселень:
1. Амалатське сільське поселення — сел. Монгой
2. Багдарінське сільське поселення — с. Багдарин
3. Вітімканське сільське поселення — сел. Варваринський
4. Вітімське сільське поселення — с. Романівка
5. Сєверне сільське поселення(інші мови) — сел. Сєвєрний
6. Уакітське сільське поселення — сел. Уакіт
7. Усойське Евенкійське сільське поселення — сел. Россошино
8. Усть-Джиліндинське Евенкійське сільське поселення — сел. Усть-Джилинда
9. Ципіканське сільське поселення — сел. Ципікан